# Стівен Велш
Стівен Велш (англ. Stephen Welsh, нар. 19 січня 2000, Котбридж) — шотландський футболіст, захисник клубу «Селтік».

## Клубна кар'єра
Народився 19 січня 2000 року в місті Котбридж. Вихованець футбольної школи клубу «Селтік». З 2017 року став виступати за резервну команду, а в березні 2018 року підписав контракт із клубом до 2020 року. Окрім матчів у молодіжному чемпіонаті, він виступав за першу команду у Шотландському кубку виклику.
29 серпня 2019 року для отримання ігрової практики Велш перейшов на правах сезонної оренди до клубу шотландського Чемпіоншипу «Грінок Мортон», взявши участь до кінця року у 15 матчах чемпіонату, після чого був відкликаний «Селтіком» у січні 2020 року. Велш дебютував у першій команді «Селтіка» 2 лютого 2020 року в переможному матчі проти клубу «Гамільтон Академікал» (4:1). 6 лютого 2021 року Велш забив перший гол ударом головою з подачі кутового від Девіда Тернбулла на перших хвилинах гри чемпіонату проти «Мотервелла» (2:1). 13 квітня 2021 року він підписав новий контракт із «Селтіком», який розрахований до 2025 року. з командою став дворазовим чемпіоном Шотландії, а також володарем Кубка Шотландії та Кубка шотландської ліги. Станом на 31 липня 2022 року відіграв за команду з Глазго 28 матчів в національному чемпіонаті.

## Виступи за збірні
2016 року дебютував у складі юнацької збірної Шотландії (U-17), з якою наступного року взяв участь у юнацькому чемпіонаті Європи у Хорватії. На турнірі він зіграв у всіх трьох матчах, але шотландці не вийшли з групи. загалом на юнацькому рівні взяв участь у 21 іграх.
З 2021 року залучався до складу молодіжної збірної Шотландії. На молодіжному рівні зіграв у 8 офіційних матчах.

## Статистика виступів

### Статистика клубних виступів
| Сезон             | Команда           | Чемпіонат         | Чемпіонат | Чемпіонат | Національний кубок | Національний кубок | Національний кубок | Континентальні кубки | Континентальні кубки | Континентальні кубки | Інші змагання | Інші змагання | Інші змагання | Усього | Усього |
| Сезон             | Команда           | Ліга              | Ігор      | Голів     | Ліга               | Ігор               | Голів              | Ліга                 | Ігор                 | Голів                | Ліга          | Ігор          | Голів         | Ігор   | Голів  |
| ----------------- | ----------------- | ----------------- | --------- | --------- | ------------------ | ------------------ | ------------------ | -------------------- | -------------------- | -------------------- | ------------- | ------------- | ------------- | ------ | ------ |
| 2017–18           | «Селтік»          | ПЛ                | 0         | 0         | КШ+КЛ              | 0                  | 0                  | -                    | -                    | -                    | КВ            | 1             | 0             | 1      | 0      |
| 2018–19           | «Селтік»          | ПЛ                | 0         | 0         | КШ+КЛ              | 0                  | 0                  | -                    | -                    | -                    | КВ            | 1             | 0             | 1      | 0      |
| 2019-січ. 2020    | «Грінок Мортон»   | Ч (ІІ)            | 15        | 1         | КШ+КЛ              | 3+0                | 0                  | -                    | -                    | -                    | -             | -             | -             | 18     | 1      |
| січ.-лип. 2020    | «Селтік»          | ПЛ                | 1         | 0         | КШ+КЛ              | 0                  | 0                  | ЛЄ                   | 0                    | 0                    | КВ            | 2             | 0             | 3      | 0      |
| 2020–21           | «Селтік»          | ПЛ                | 16        | 1         | КШ+КЛ              | 2+0                | 0+0                | ЛЄ                   | 3                    | 0                    | -             | -             | -             | 21     | 1      |
| 2021–22           | «Селтік»          | ПЛ                | 10        | 0         | КШ+КЛ              | 3+2                | 0+1                | ЛЧ+ЛЄ+ЛК             | 2+6+1                | 0+1+0                | -             | -             | -             | 24     | 2      |
| 2022–23           | «Селтік»          | ПЛ                | 1         | 1         | КШ+КЛ              | 0                  | 0                  | ЛЧ                   | 0                    | 0                    | -             | -             | -             | 1      | 1      |
| Усього за кар'єру | Усього за кар'єру | Усього за кар'єру | 43        | 3         |                    | 10                 | 1                  |                      | 12                   | 1                    |               | 4             | 0             | 67     | 5      |